# Działalność pallotynek i pallotynów na Białorusi

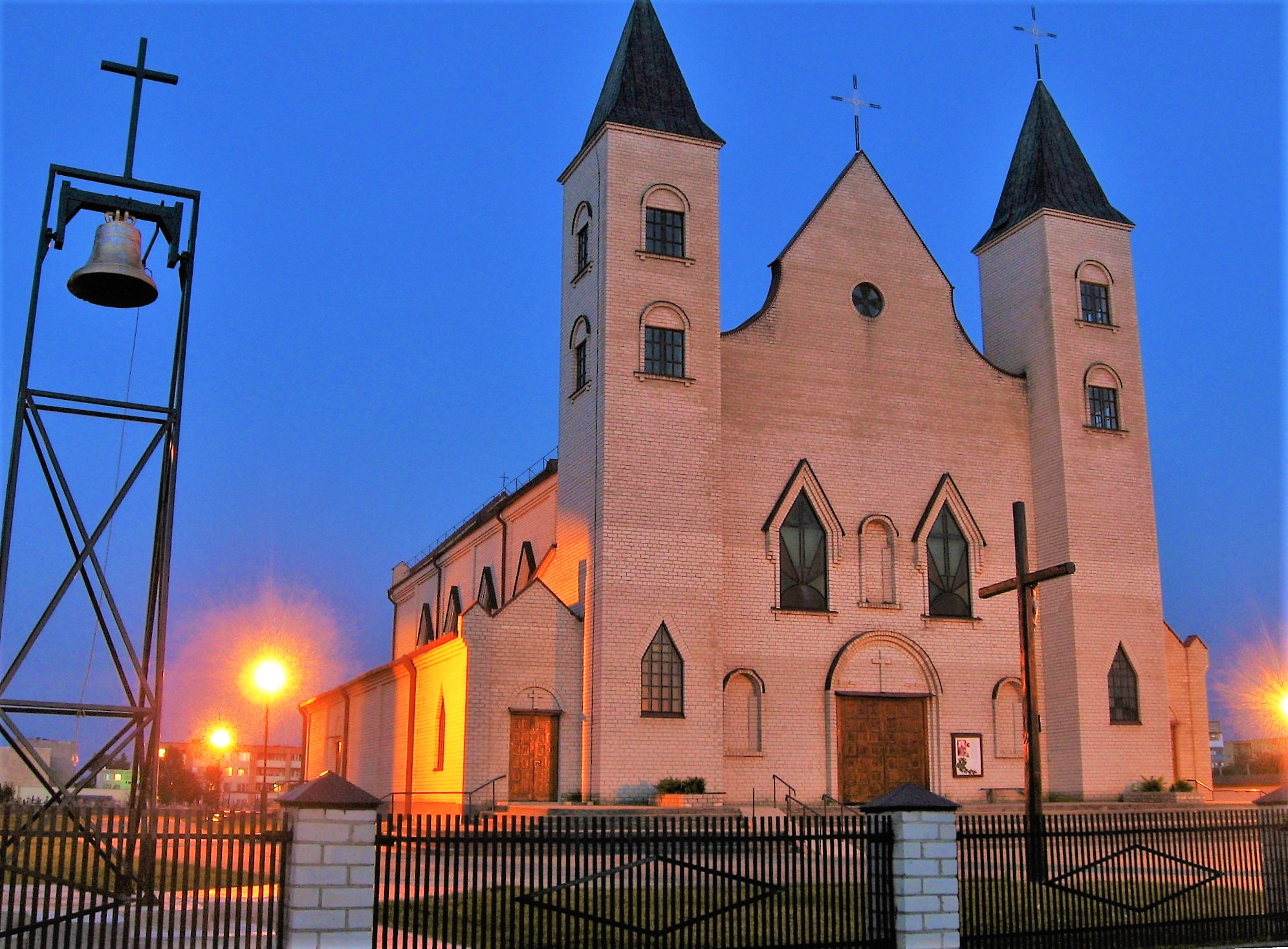
Kościół pallotynów w Woronowie z 2002 roku

Działalność pallotynek i pallotynów na terenie Białorusi obejmuje parafie  w Berezie, Woronowie, Hermaniszkach oraz kilka kościołów filialnych. Ponadto pallotyni pracują w placówkach będących pod opieką księży diecezjalnych.
Działalność Pallotyńska na terenie dzisiejszej Białorusi rozpoczęła się w latach trzydziestych XX wieku, kiedy to pallotyni przybyli do klasztoru w Berezie Kartuskiej. Po II wojnie nastąpiła ponad czterdziestoletnia przerwa w duszpasterzowaniu na tych terenach. Po 1990 roku na Białorusi pojawili się księża pallotyni, z czasem również siostry pallotynki. Podjęli się budowy nowych kościołów na miejscu wyburzonych (w czasie wojny lub w latach powojennych). Swoją działalnością duszpasterską odradzają życie religijne na zaniedbanych pod tym względem terenach Białorusi. Po kilku latach formację zaczęli przyszli księża i siostry pochodzący z Białorusi, którym jest znacznie łatwiej prowadzić posługę (brak konieczności przedłużania karty pobytu, mniejsze ograniczenia względem pracy z młodzieżą itp.).

## Placówki na Białorusi na których obecnie pracują pallotyni i pallotynki
- Parafia Świętych Apostołów Szymona i Judy Tadeusza w Woronowie
- Kościół Świętej Trójcy w Hermaniszkach
- Parafia Trójcy Świętej w Berezie
- Parafia Świętego Antoniego w Tołczynie

## Placówki na Białorusi na których kiedyś pracowali pallotyni i pallotynki
- Kościół św. Jana Chrzciciela w Bieniakoniach
- Parafia Najświętszego Serca Pana Jezusa i Matki Bożej Fatimskiej w Lelczycach